# يوسف فوفانا (لاعب كرة قدم فرنسي)
يوسف فوفانا (مواليد 10 يناير 1999) هو لاعب كرة قدم فرنسي يلعب في مركز الوسط في نادي ميلان.

## روابط خارجية
- يوسف فوفانا على موقع الاتحاد الأوربي (الإنجليزية)
- يوسف فوفانا على موقع إي إس بي إن إف سي (الإنجليزية)
- يوسف فوفانا على موقع قاعدة بيانات كرة القدم.إي يو (الإنجليزية)
- يوسف فوفانا على موقع ليكيب (الفرنسية)
- يوسف فوفانا على موقع ناشيونال فوتبول تيمز (الإنجليزية)
- يوسف فوفانا على موقع Soccerbase.com (لاعب) (الإنجليزية)
- يوسف فوفانا على موقع Soccerway.com (الإنجليزية)
- يوسف فوفانا على موقع عالم كرة القدم.نت (الإنجليزية)
- يوسف فوفانا على موقع كووورة
- يوسف فوفانا على موقع AS.com (الإسبانية)